# Títira cuablanca
La títira cuablanca (Tityra leucura) és una espècie d'ocell (de validesa dubtosa) de la família dels titírids (Tityridae). Les dos úniques observacions que s'han fet han estat a l'oest de l'amazònia brasilera. Se suposa que el seu hàbitat sigui forestal. La UICN considera que no hi ha dades suficients (DD) per avaluar el seu estat de conservació.

## Taxonomia
En la llista mundial d'ocells del Congrés Ornitològic Internacional (versió 12.2, juliol 2022) no es reconeix aquest tàxon, considerant el seu estatus taxonòmic com a incert. S'addueix que els individus observats deurien ser una variació intermediària entre dos subespècies de la títira becnegra (Tityra inquisitor). Tanmateix, el Handook of the Birds of the World i la quarta versió de la BirdLife International Checklist of the birds of the world (Desembre 2019), consideren que aquest tàxon tindria la categoria d'espècie.